# 25553 Ivanlafer
25553 Ivanlafer è un asteroide della fascia principale. Scoperto nel 1999, presenta un'orbita caratterizzata da un semiasse maggiore pari a 2,5397668 UA e da un'eccentricità di 0,1206390, inclinata di 2,45224° rispetto all'eclittica.